# Kanton Dompaire
Kanton Dompaire (fr. Canton de Dompaire) byl francouzský kanton v departementu Vosges v regionu Lotrinsko. Skládal se ze 30 obcí. Zrušen byl po reformě kantonů 2014.

## Obce kantonu
- Les Ableuvenettes
- Ahéville
- Bainville-aux-Saules
- Bazegney
- Begnécourt
- Bettegney-Saint-Brice
- Bocquegney
- Bouxières-aux-Bois
- Bouzemont
- Circourt
- Damas-et-Bettegney
- Derbamont
- Dompaire
- Gelvécourt-et-Adompt
- Gorhey
- Gugney-aux-Aulx
- Hagécourt
- Harol
- Hennecourt
- Jorxey
- Légéville-et-Bonfays
- Madegney
- Madonne-et-Lamerey
- Maroncourt
- Racécourt
- Regney
- Saint-Vallier
- Vaubexy
- Velotte-et-Tatignécourt
- Ville-sur-Illon